# Galumna parva
Galumna parva är en kvalsterart som beskrevs av Woodring 1965. Galumna parva ingår i släktet Galumna och familjen Galumnidae. Inga underarter finns listade i Catalogue of Life.